# 伦纳德·彼得森
伦纳德·彼得森（英語：Leonard Peterson）美国音频工程师。他曾因电影兴登堡遇难记提名奥斯卡最佳音响效果奖。

## 部分影视作品
- 兴登堡遇难记（英语：The Hindenburg (film)） (1975)[1]